# Joaquín Carmelo Borobia Isasa
Joaquín Carmelo Borobia Isasa (Cortes, 16 agosto 1935 – Saragozza, 23 aprile 2022) è stato un vescovo cattolico spagnolo.

## Biografia
Joaquín Carmelo Borobia Isasa nacque a Cortes il 16 agosto 1935.

### Formazione e ministero sacerdotale
Compì gli di lettere e filosofia nei seminari di Alcorisa e Saragozza  dal 1946 al 1953. Frequentò la Facoltà di filosofia e lettere dell'Università Complutense di Madrid, studiò teologia nel seminario di Pamplona e nel 1959 conseguì la licenza in filosofia presso la Pontificia Università di Salamanca.
Il 19 luglio 1959 fu ordinato presbitero per la diocesi di Tudela a Pamplona. In seguito fu vicario coadiutore a Cadreita dal 1960 al 1961 e rettore della chiesa dello Spirito Santo a Madrid dal 1961 al 1964. Nel 1964 venne inviato a Roma come borsista presso il Centro spagnolo di studi ecclesiastici della chiesa di Santa Maria in Monserrato degli Spagnoli. Nel 1968 conseguì il diploma in liturgia presso il Pontificio ateneo Sant'Anselmo e nel 1970 il dottorato in teologia presso la Pontificia università "San Tommaso d'Aquino" con una tesi intitolata La liturgia en la teología de Santo Tomás. Dal 1964 al 1970 esercitò il ministero di cappellano della chiesa di Santa Maria in Monserrato degli Spagnoli. Prestò quindi servizio come officiale nella sezione di lingua spagnola della Segreteria di Stato della Santa Sede dal 1970 al 1978 e segretario generale della curia arcivescovile di Saragozza dal 1978 al 1990.

### Ministero episcopale
Il 19 aprile 1990 papa Giovanni Paolo II lo nominò vescovo ausiliare di Saragozza e titolare di Elo. Ricevette l'ordinazione episcopale il 9 giugno successivo nella basilica di Nostra Signora del Pilar a Saragozza dall'arcivescovo metropolita di Saragozza Elías Yanes Álvarez, co-consacranti gli arcivescovi Mario Tagliaferri, nunzio apostolico in Spagna, e Maximino Romero de Lema, già segretario della Congregazione per il clero.
Il 24 maggio 1996 lo stesso papa Giovanni Paolo II lo nominò vescovo di Tarazona. Prese possesso della diocesi il 7 luglio successivo con una cerimonia nel monastero reale di Santa Maria de Veruela. Tra i suoi obiettivi come vescovo vi furono il restauro di diverse chiese della diocesi (come quelle di Calatayud), oltre che della cattedrale di Tarazona, e il ritorno dei monaci al monastero reale di Santa Maria de Veruela. Non riuscì a realizzare quest'ultimo punto.
Il 21 ottobre 2004 papa Giovanni Paolo II lo nominò vescovo ausiliare di Toledo e titolare di Rubicon.
Nel gennaio del 2005 compì la visita ad limina.
Il 3 dicembre 2010 papa Benedetto XVI accettò la sua rinuncia all'incarico per raggiunti limiti di età. In seguito fece ritorno a Saragozza e prese residenza in un'abitazione nei pressi della basilica di Nostra Signora del Pilar.
In seno alla Conferenza episcopale spagnola fu membro delle commissioni per i mezzi di comunicazione sociale dal 1990 al 1999, per la liturgia dal 1993 al 2017 e per il patrimonio culturale dal 1999 al 2014.
Dal 1998 al 2006 fu priore per l'Aragona dell'Ordine equestre del Santo Sepolcro di Gerusalemme.
Morì nella sua residenza a Saragozza il 23 aprile 2022, festa di San Giorgio, patrono dell'Aragona, all'età di 86 anni. Le esequie si tennero il 25 aprile alle ore 11 nella basilica di Nostra Signora del Pilar a Saragozza e furono presiedute da monsignor Carlos Manuel Escribano Subías, arcivescovo metropolita di Saragozza. Al termine del rito la salma venne tumulata nella cripta dello stesso edificio.

## Opere
- La Liturgia En La Teología De Santo Tomás De Aquino, Toledo, Instituto Teológico San Ildefonso, 2009,  p. 341, ISBN 978-84-936931-1-4.

## Genealogia episcopale
La genealogia episcopale è:
- Cardinale Scipione Rebiba
- Cardinale Giulio Antonio Santori
- Cardinale Girolamo Bernerio, O.P.
- Arcivescovo Galeazzo Sanvitale
- Cardinale Ludovico Ludovisi
- Cardinale Luigi Caetani
- Cardinale Ulderico Carpegna
- Cardinale Paluzzo Paluzzi Altieri degli Albertoni
- Papa Benedetto XIII
- Papa Benedetto XIV
- Papa Clemente XIII
- Cardinale Marcantonio Colonna
- Cardinale Giacinto Sigismondo Gerdil, B.
- Cardinale Giulio Maria della Somaglia
- Cardinale Carlo Odescalchi, S.I.
- Cardinale Costantino Patrizi Naro
- Cardinale Serafino Vannutelli
- Cardinale Domenico Serafini, Cong.Subl. O.S.B.
- Cardinale Pietro Fumasoni Biondi
- Cardinale Antonio Riberi
- Arcivescovo Gabino Díaz Merchán
- Arcivescovo Elías Yanes Álvarez
- Vescovo Joaquín Carmelo Borobia Isasa